# Stazione di Stratford-upon-Avon
La stazione di Stratford-upon-Avon (in inglese Stratford-upon-Avon railway station) è la principale stazione ferroviaria di Stratford-upon-Avon, in Inghilterra.